# ねじれ群
群論における捩れ群（ねじれぐん、英: torsion group）または周期群（しゅうきぐん、英: periodic group）はその各元が有限位数を持つ群を言う。
任意の有限群は周期的である。なお、周期群と巡回群とは違うものである。
定義ねじれ群 G に対して、そのすべての元の位数の最小公倍数を（存在すれば）G の冪数:126 (exponent) と呼ぶ。
任意の有限群は冪数を持ち、それは G の位数 |G| の約数である。
有限群とねじれ群の間の関係性を扱うバーンサイド問題は、G が有限生成群とだけ仮定する場合には、古典的な問題である。それは冪数を特定することが有限性を導くかを問うもの（そして一般には答えは「否」）である。
無限ねじれ群の例として、有限体上の多項式環の加法群や、有理数の加法群を整数の加法群で割った商およびそれらの直和因子、プリューファー群などが挙げられる。他にも、二面体群すべての合併などもそうである。以上の例は有限生成でなく、また任意の有限生成ねじれ線型群は有限群になる。有限生成無限周期群の陽な例は、Golod (1964) がシャファレヴィッチと共同で構成した（ゴロド–シャファレヴィッチの定理を参照）。あるいはまた Aleshin (1972) と Grigorchuk (1980, 1984) がオートマトンを用いて構成した。

## 数理論理学
ねじれ群の興味深い性質の一つは、それが一階述語論理で定式化できないことである。これは偏に、定義に必要となる {\displaystyle \forall x.\,((x=e)\lor (x\circ x=e)\lor ((x\circ x)\circ x=e)\lor \cdots )} なる形の公理が無限個の選言を含むため、一階論理では許容されないことによる。公理系が無限集合となることを許してこの無限選言を回避することは不可能である（コンパクト性定理から、ねじれ群を特徴付けることのできる一階論理式の集合は存在しないことが導かれる）。
ねじれ群を特徴付ける一階論理の公理系 {\displaystyle T} が存在したと仮定する。新しい定数記号 {\displaystyle c} を言語に追加する。そして、全ての正整数 {\displaystyle n} に対して「{\displaystyle c} の次数が {\displaystyle n} 以上である」という意味の論理式 {\displaystyle \varphi _{n}\colon c\neq e\wedge c^{2}\neq e\wedge \cdots \wedge c^{n-1}\neq e} を {\displaystyle T} に追加する。こうして得られる公理系を {\displaystyle T'} としよう。すると {\displaystyle T'} のどの有限部分集合もモデルを持つ。なぜなら、{\displaystyle \varphi _{n}} の形の論理式は有限個しか含まれないので、十分大きな位数 {\displaystyle n} の有限巡回群 {\displaystyle \mathbb {Z} /n\mathbb {Z} } において {\displaystyle c} を {\displaystyle {\bar {1}}} と解釈すればよいからである。コンパクト性定理より {\displaystyle T'} はモデル {\displaystyle G} を持つ。{\displaystyle G} はねじれ群であるにもかかわらず無限位数の元 {\displaystyle c^{G}} を含む。これは矛盾である。
上記の証明は、定数記号を追加すれば、「ねじれなし元を含む群」（つまりねじれ群でない群）が一階論理で（無限）公理化可能であることも示している。また、ねじれなし群は一階論理で（無限）公理化可能である。なぜなら、群の公理系に {\displaystyle \psi _{n}\colon \forall x.(x^{n}=e\to x=e)\ (n=1,2,3,\ldots )} という無限個の論理式を添加した公理系を考えれば、そのモデルはちょうどねじれなし群となるからである。

## 関連する概念
アーベル群 A のねじれ部分群は A の位数有限な元全体の成す部分群である。ねじれアーベル群は任意の元が有限位数を持つアーベル群で、ねじれのないアーベル群は単位元を除く全ての元が無限位数を持つアーベル群を言う。

## 注
1. ↑  exponent - PlanetMath.（英語）
2. ↑  山﨑圭次郎『環と加群 I』岩波書店〈岩波講座 基礎数学〉、1976年。
3. ↑  Ebbinghaus, H.-D.; Flum, J.; Thomas, W. (1994). Mathematical logic (2. ed., 4. pr. ed.). New York [u.a.]: Springer. pp. 50. ISBN 978-0-387-94258-2 2012年7月18日閲覧. "However, in first-order logic we may not form infinitely long disjunctions. Indeed, we shall later show that there is no set of first-order formulas whose models are precisely the periodic groups."